# غوردون غونتر
غوردون غونتر (بالإنجليزية: Gordon Gunter)‏ هو عالم الأحياء البحرية وأحيائي أمريكي، ولد في 18 أغسطس 1909 في غولدونا في الولايات المتحدة، وتوفي في 19 ديسمبر 1998 في مسيسيبي في الولايات المتحدة.